# Eugène Manuel
Eugène Manuel, född den 13 juli 1823 i Paris, död där den 1 juni 1901, var en fransk skald, son till en judisk läkare.
Manuel blev 1870 kabinettschef i undervisningsministeriet och utnämndes 1878 till generalinspektör över allmänna läroverken. Manuel var en föregångare till Coppée i hemskildrande dikter: Pages intimes (1866; 4:e upplagan 1871), Poémes populaires (1871; 4:e upplagan 1875), som innehåller realistiska skildringar av fattigmansliv, framburna i filantropiskt syfte, samt Pendant la guerre (1872; 3:e upplagan 1875), scener och stämningar från belägringen av Paris. De två förstnämnda samlingarna prisbelönades av Franska akademien., som även tilldelade honom 6 000 francs för hans sociala enaktsdrama Les ouvriers (1870). Manuel utarbetade jämte Ernest Lévi-Alvarès den för skolorna avsedda läseboken La France (4 band, 1854–1856; många upplagor).